# Beaufortia squarrosa
Espèce
Classification phylogénétique
Beaufortia squarrosa, connu sous le nom de sand bottlebrush en anglais, est une espèce de plantes à fleurs de la famille des Myrtaceae endémique a la moitié sud de la côte ouest de l'Australie-Occidentale.
C'est un buisson pouvant atteindre 2 m de haut. Les feuilles ovales, pointues font 5 mm de long. Les fleurs rouges, occasionnellement orange ou jaunes, apparaissent au printemps. Le fruit est une capsule.

## Galerie

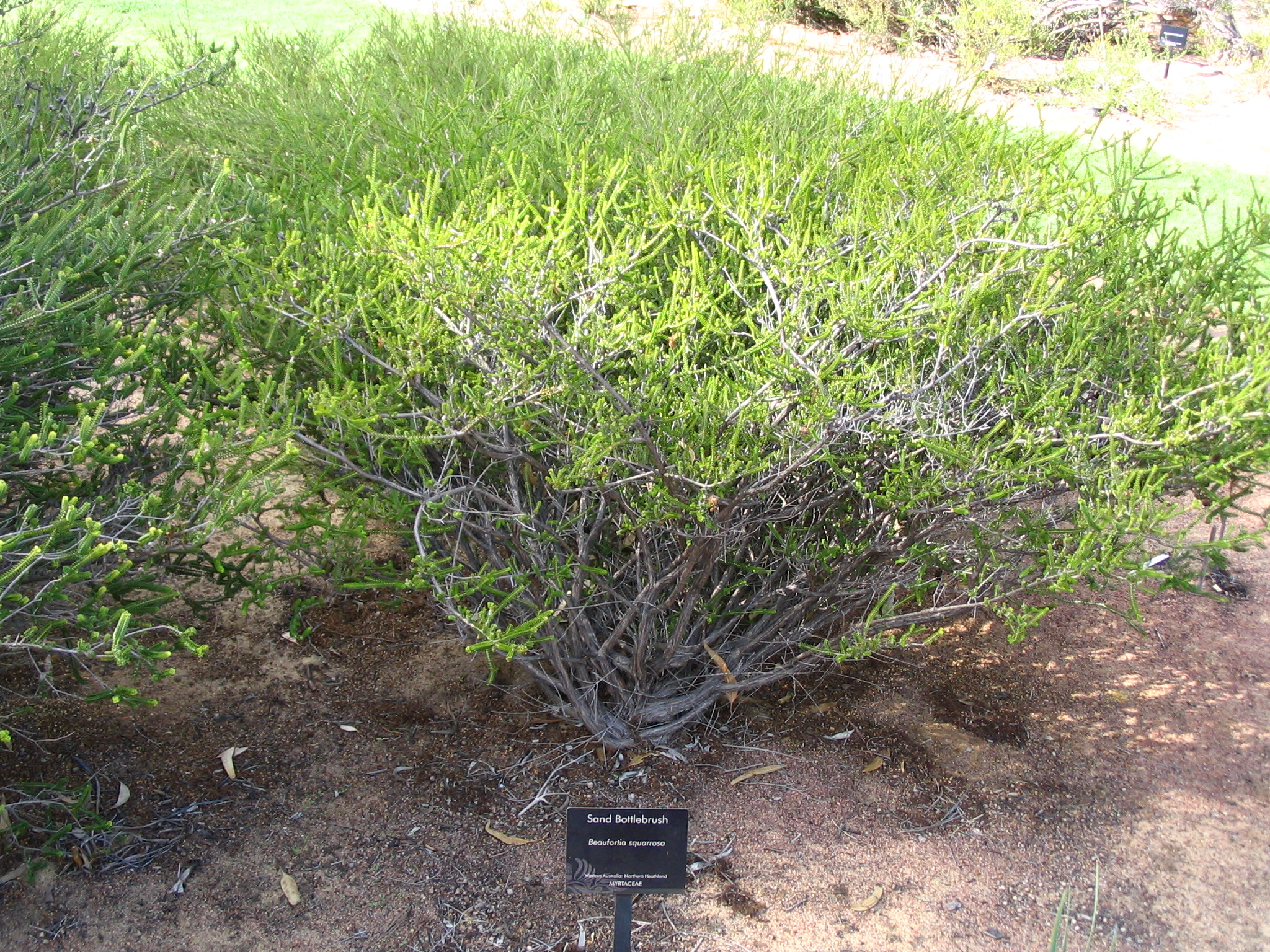
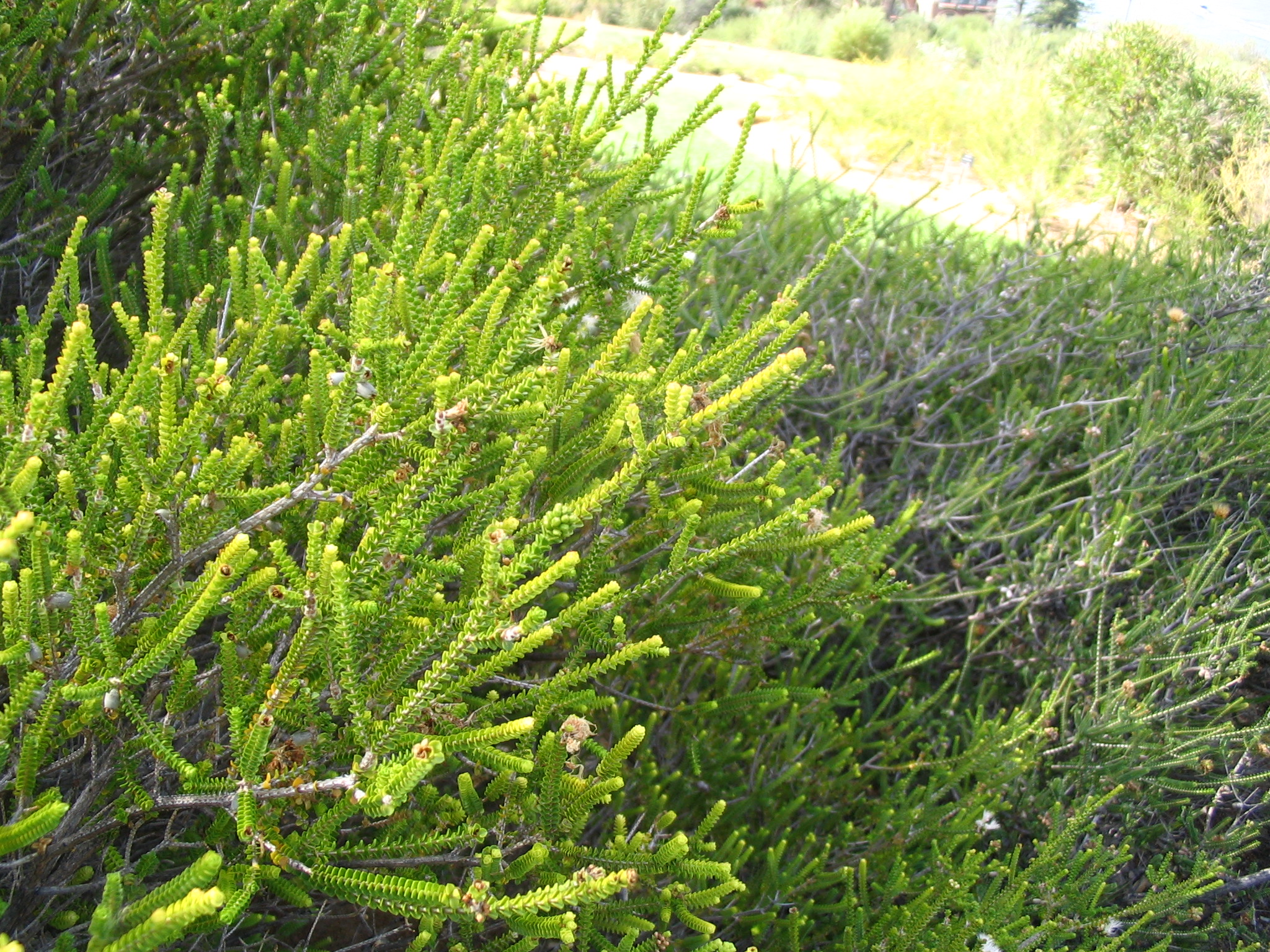